# Edward The Great
Edward The Great, är den tredje samlingsplattan av engelska heavy metal-bandet Iron Maiden, utgiven 4 november, 2002. Skivan släpptes i samband med Eddie's Archives som var en samlarbox för fans, medan där här cd:n var för att få nya fans. Många fans klagade på att inget ovanligt fanns med på skivan eller att någon låt från de två första albumen, Iron Maiden och Killers med sångaren Paul Di'Anno inte fanns med. 
2005 släpptes skivan i reviderad upplaga i Europa, Asien och Sydamerika med en lite annorlunda låtlista. Den uppdaterade versionen släpptes samtidigt som The Essential Iron Maiden som bara släpptes i Nordamerika. Den reviderade upplagan av skivan innehåller några låtar från albumet Dance of Death och en annan liveversion av Fear of the Dark. 

## Första upplagans låtlista
1. Run to the Hills (Harris)
2. The Number of the Beast (Harris)
3. Flight of Icarus (Smith, Dickinson)
4. The Trooper (Harris)
5. 2 Minutes to Midnight (Smith, Dickinson)
6. Wasted Years (Smith)
7. Can I Play with Madness (Smith, Harris, Dickinson)
8. The Evil That Men Do (Smith, Harris, Dickinson)
9. The Clairvoyant (Harris)
10. Infinite Dreams (Harris)
11. Holy Smoke (Harris, Dickinson)
12. Bring Your Daughter...To the Slaughter (Dickinson)
13. Man on the Edge (Gers, Bayley)
14. Futureal (Harris, Bayley)
15. The Wicker Man (Smith, Harris, Dickinson)
16. Fear of the Dark (Live under Rock in Rio) (Harris)

## Andra upplagans låtlista
1. Run to the Hills (Harris)
2. The Number of the Beast (Harris)
3. The Trooper (Harris)
4. Flight of Icarus (Smith, Dickinson)
5. 2 Minutes to Midnight (Smith, Dickinson)
6. Wasted Years (Smith)
7. Can I Play with Madness (Smith, Harris, Dickinson)
8. The Evil That Men Do (Smith, Harris, Dickinson)
9. Bring Your Daughter...To the Slaughter (Dickinson)
10. Man on the Edge (Gers, Bayley)
11. Futureal (Harris, Bayley)
12. The Wicker Man (Smith, Harris, Dickinson)
13. Brave New World (Murray, Harris, Dickinson)
14. Wildest Dreams (Smith, Harris)
15. Rainmaker (Murray, Harris, Dickinson)
16. Fear of the Dark (Live från Death on the Road) (Harris)

## Medverkande
- Blaze Bayley - Sång
- Bruce Dickinson - Sång
- Nicko McBrain - Trummor
- Clive Burr - Trummor
- Dave Murray - Gitarr
- Adrian Smith - Gitarr
- Janick Gers - Gitarr
- Steve Harris – Bas